# Кубок NEC
Кубок NEC — японский турнир по игре го, организованный японской федерацией го Нихон Киин и корпорацией NEC. Кубок NEC проводился с 1981 по 2012 годы; с 1996 по 2009 год проводился китайский аналог соревнования. Призовой фонд турнира составлял 14 000 000 иен (примерно 135 000 долларов) (ранее — 15 000 000). В 2012 году корпорация NEC объявила о прекращении проведения кубка.
В турнире участвовали сильнейшие японские го-профессионалы (в последнем розыгрыше — 14, ранее — 16 человек) — текущие обладатели титулов кисэй, мэйдзин, хонъимбо, дзюдан, тэнгэн, одза, госэй, победители розыгрышей кубка NHK, турнира по быстрому го, турнира NEC Cup New Pro champion и игроки, занявшие высшие места на розыгрыше предыдущего розыгрыша кубка NEC. Турнир проводился по олимпийской системе с коротким контролем времени.

## Обладатели кубка
| Игрок          | Годы                   |
| -------------- | ---------------------- |
| Масаки Такэмия | 1982, 1986             |
| Эйо Саката     | 1983                   |
| Тё Тикун       | 1984, 1985, 2000, 2001 |
| Хидэо Отакэ    | 1987, 1989, 1996       |
| Ёсио Исида     | 1988                   |
| Рин Кайхо      | 1990                   |
| Масао Като     | 1991, 1992, 1997       |
| Норимото Ёда   | 1993, 1998, 2002       |
| Хидэки Комацу  | 1994                   |
| Коити Кобаяси  | 1995, 1999, 2004       |
| Рю Сикун       | 2003                   |
| Тё У           | 2005, 2007, 2011       |
| Тё Сондзин     | 2006                   |
| Коно Рин       | 2008, 2010             |
| Наоки Ханэ     | 2009                   |
| Синдзи Такао   | 2012                   |